# Pacifigorgia englemanni
Pacifigorgia englemanni är en korallart som först beskrevs av Horn 1860.  Pacifigorgia englemanni ingår i släktet Pacifigorgia och familjen Gorgoniidae. Inga underarter finns listade i Catalogue of Life.